# Burhinus
Genre
Le genre Burhinus regroupe huit espèces de limicoles appartenant à la famille des Burhinidae.

## Liste des espèces
D'après la classification de référence (version 14.1, 2024)de l'Union internationale des ornithologues, il y a 6 espèces du genre Burhinus (ordre philogénique) :
- Burhinus capensis (Lichtenstein, MHC, 1823) – Œdicnème tachard ;
- Burhinus vermiculatus (Cabanis, 1868) – Œdicnème vermiculé ;
- Burhinus grallarius (Latham, 1801) – Œdicnème bridé ;
- Burhinus oedicnemus (Linnaeus, 1758) – Œdicnème criard ;
- Burhinus indicus (Salvadori, 1866) – Œdicnème indien ;
- Burhinus senegalensis (Swainson, 1837) – Œdicnème du Sénégal.